# Racek tříprstý
Racek tříprstý (Rissa tridactyla) je středně velký mořský pták z čeledi rackovitých.

## Taxonomie
Druh tvoří 2 poddruhy.
• R. t. tridactyla – Obývá sever Atlantského oceánu.
• R. t. pollicaris – Obývá sever Tichého oceánu.

## Popis

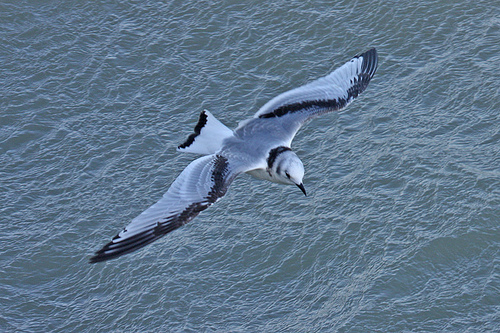
Mladý pták

Racek tříprstý je mírně větší než jeho hojnější příbuzný racek chechtavý, dorůstá přibližně 40 cm, váží 300–525 g a v rozpětí křídel má 90–100 cm. Je převážně bílý s šedým hřbetem a křídly, která mají výrazné tmavé konce, tmavými končetinami a žlutým zobákem. Přes zimu se u něho objevuje výrazný tmavošedý pruh za okem.
Obě pohlaví jsou zbarvena stejně, mladí ptáci mají tmavou špičku ocasu, výrazné černé opeření na křídlech a na krku, dva tmavé pruhy na hlavě a tmavý zobák. Dospělí ptáci bývají v České republice nejčastěji zaměňováni s rackem bouřním, od kterého jej můžeme spolehlivě rozlišit pomocí tmavých končetin pouze se třemi prsty, mladí ptáci pak obvykle s velmi podobným rackem malým.

## Rozšíření
Racek tříprstý velmi početně hnízdí na evropském a severoamerickém pobřeží Atlantského a Tichého oceánu. Po vyhnízdění ptáci opouštějí kolonie a rozptylují se po mořích (patří k pelagickým druhům), kde se většinou shromažďují v oblastech kontinentálního šelfu a mořských lavic (anglicky banks). Obvykle se v této době zdržují mimo pobřeží a jen výjimečně zaletují do vnitrozemí, většinou následkem silných mořských bouří.

## Chování

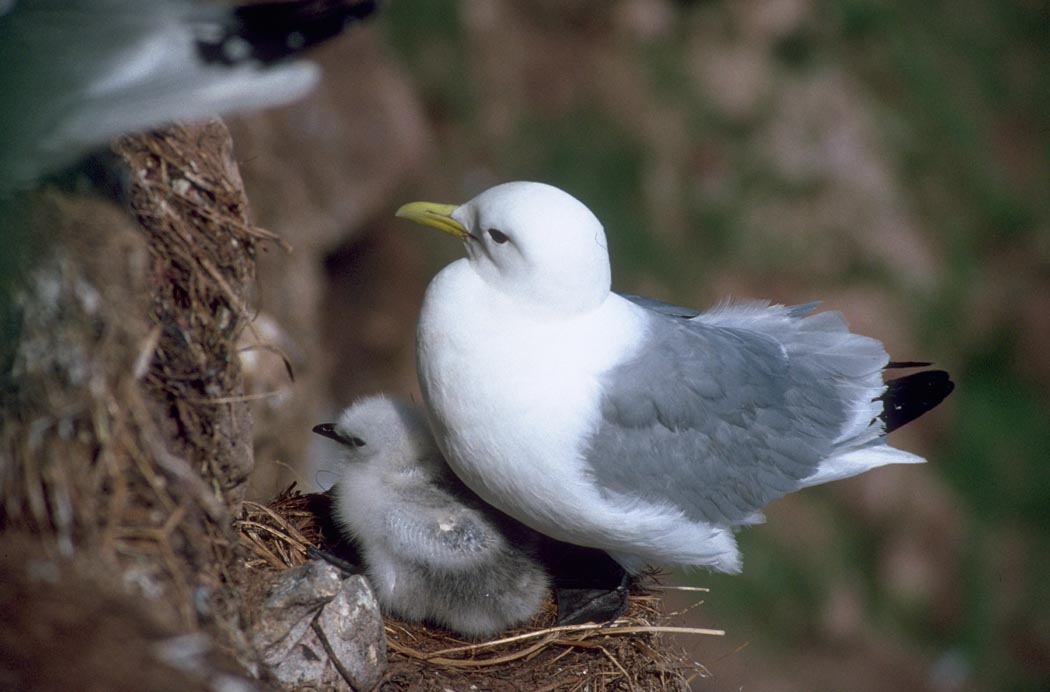
Racek tříprstý s mládětem

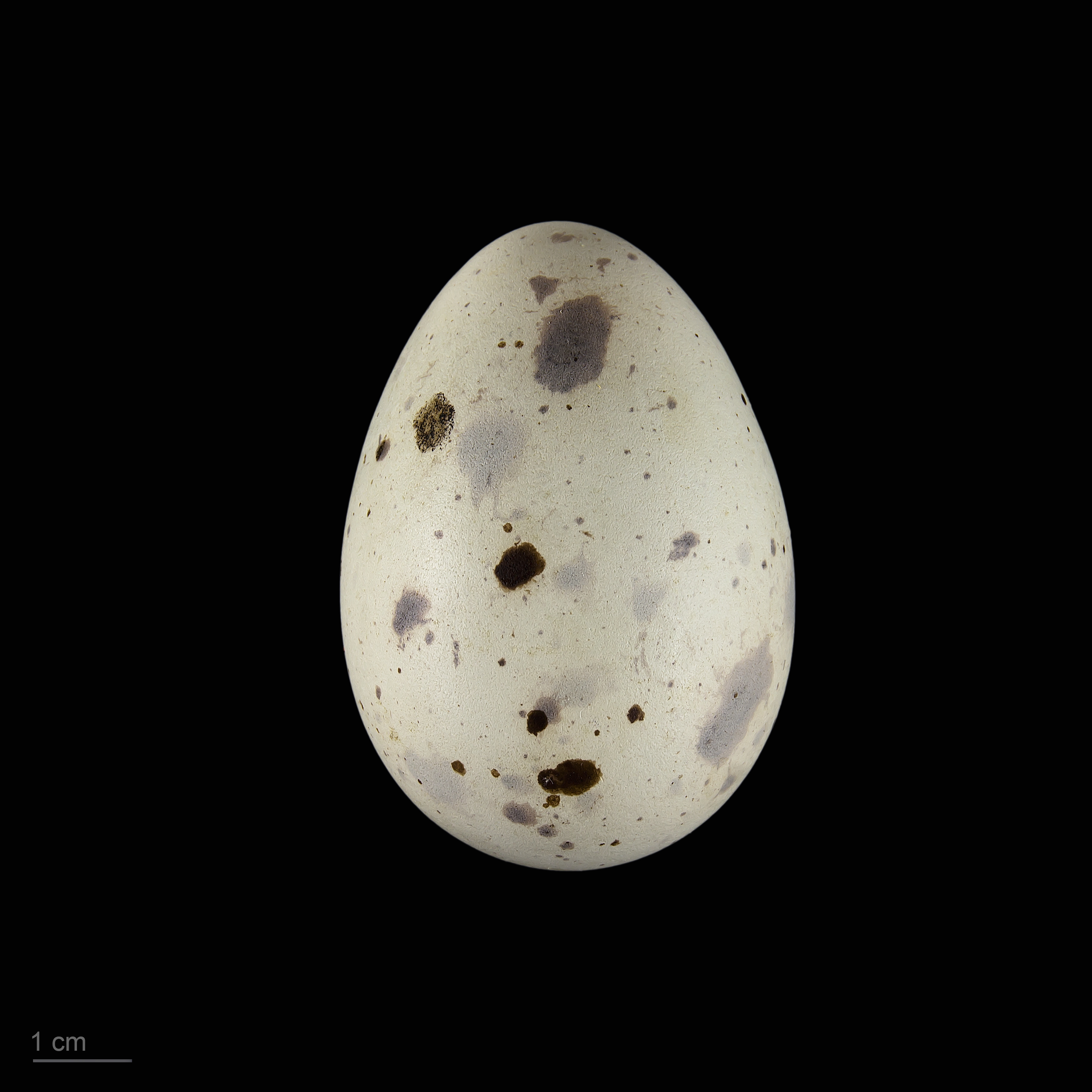
Vejce racka tříprstého

Přes léto se zdržuje zpravidla u mořského pobřeží.Loví především malé druhy ryb, korýše, hmyz nebo červy, často přitom doprovází velké rybářské lodě, na kterých požírá zbytky ulovených ryb, nebo okrádá menší druhy vodních ptáků o ulovenou kořist. Mimo hnízdění se ozývá krátkým nosovým „kja“, jako varovný signál používá krátké „kt kt“.

## Hnízdění
Podobně jako většina ostatních druhů racků hnízdí v početných koloniích. Neúhledné hnízdo lemované mechem nebo mořskými řasami si staví obvykle na mořských, často i velmi strmých a nepřístupných útesech. Průměrná snůška čítá 1–2 bílá vejce, na kterých sedí střídavě oba rodiče 25–32 dní. O mláďata pečují ještě následujících 33–54 dní. Ve volné přírodě se může dožít i více než 15 let.